# Remco olde Heuvel
Remco olde Heuvel (Losser, 24 november 1983) is een Nederlandse oud-schaatser. Zijn specialiteit lag op de sprint- en middenafstanden. Nadat hij enkele jaren voor de VPZ-schaatsploeg gereden had maakte hij in 2010 overstap naar TVM waar zijn jongere broer Wouter al enkele jaar voor reed. In 2012 verliet hij TVM weer. Op 20 november 2012 maakte hij bekend te stoppen met schaatsen omdat hij de motivatie niet meer kon opbrengen om door te gaan.

## Biografie
Op 12 november 2005 reed Olde Heuvel samen met Jochem Uytdehaage en Rintje Ritsma in de ploegachtervolging in Calgary naar 3.41,63. Eind oktober 2006 zette Olde Heuvel op de ijsbaan van het Beierse Inzell het officieuze wereldrecord buitenbaan op de 1500 meter op zijn naam. Zijn eindtijd was 1.47,81: daarmee was hij vijf honderdste van een seconde sneller dan het oude record dat op naam stond van Mark Tuitert. In seizoen 2007/2008 plaatste hij zich tijdens het NK Afstanden op de 1000 meter voor de eerste twee wereldbekerwedstrijden. In 2009 deed Olde Heuvel dat door op de 1500 meter als vierde te eindigen. Ook werd hij geselecteerd voor het onderdeel ploegenachtervolging waar hij samen met Jan Blokhuijsen en Koen Verweij in Thialf naar de winnende tijd, samen met het USA-team 3.43,94, reed.

## Records

### Persoonlijk records
| Afstand       | Tijd     | Datum            | Baan           |
| ------------- | -------- | ---------------- | -------------- |
| 500 meter     | 35,10    | 21 maart 2009    | Calgary        |
| 1000 meter    | 1.08,15  | 11 november 2007 | Salt Lake City |
| 1500 meter    | 1.43,49  | 20 maart 2009    | Calgary        |
| 3000 meter    | 3.45,87  | 20 maart 2003    | Calgary        |
| 5000 meter    | 6.39,99  | 22 maart 2002    | Calgary        |
| 10.000 meter  | 15.09,48 | 27 januari 2002  | Groningen      |
| Achtervolging | *3.41,63 | 12 november 2005 | Calgary        |

* samen met Jochem Uytdehaage en Rintje Ritsma

### Wereldrecords
| Nr.  | Afstand                    | Tijd    | Datum         | Baan    |
| ---- | -------------------------- | ------- | ------------- | ------- |
| jr1. | Kleine vierkamp (junioren) | 150,454 | 22 maart 2002 | Calgary |
| jr2. | 3000 meter (junioren)      | 3.45,87 | 20 maart 2003 | Calgary |
| jr3. | Kleine vierkamp (junioren) | 149,481 | 21 maart 2003 | Calgary |
| jr4. | 1500 meter (junioren)      | 1.46,73 | 21 maart 2003 | Calgary |

## Resultaten
| Jaar | NK Afstanden                 | NK Sprint | NK Allround | Wereldbeker                           | WK Junioren     |
| ---- | ---------------------------- | --------- | ----------- | ------------------------------------- | --------------- |
| 2000 | 12e 1000m                    |           |             |                                       |                 |
| 2001 | 24e 1000m                    |           |             |                                       |                 |
| 2002 | NF1 500m                     |           |             |                                       | · achtervolging |
| 2003 |                              |           | 12e         |                                       | · achtervolging |
| 2004 | 15e 500m 20e 1000m 13e 1500m | NS4       | NC14        |                                       |                 |
| 2005 | 8e 1000m 9e 1500m            | 7e        | NF3         |                                       |                 |
| 2006 | NF 1000m                     | 6e        |             | 10e 1000m                             |                 |
| 2007 | 10e 500m 6e 1000m 8e 1500m   | 10e       |             | 34e 1000m · achtervolging             |                 |
| 2008 | 5e 1000m 6e 1500m            | 8e        |             | 11e 1000m 38e 1500m                   |                 |
| 2009 | 14e 500m 7e 1000m 11e 1500m  | 13e       |             | 22e 1000m                             |                 |
| 2010 | 4e 1500m                     |           | NC13        | 35e 1000m · 15e 1500m · achtervolging |                 |
| 2011 | DQ 1000m 7e 1500m            | 6e        |             |                                       |                 |
| 2012 | 11e 1000m                    |           |             |                                       |                 |

### Medaillespiegel
| Kampioenschap | Goud | Zilver | Brons |
| ------------- | ---- | ------ | ----- |
| WK Junioren   | 1    | 1      | 2     |